# Eumenes macrops
Eumenes macrops är en stekelart som beskrevs av Henri Saussure 1852. Eumenes macrops ingår i släktet krukmakargetingar, och familjen Eumenidae. Inga underarter finns listade i Catalogue of Life.